# Récusation en droit français
En droit français, la récusation est l'acte par lequel un plaideur refuse d'être jugé par ou en présence d'un magistrat ou par un arbitre dont il conteste l'impartialité. Elle peut être demandée par toute partie à un litige. La récusation peut être formée à l'encontre d'un magistrat judiciaire (siège ou ministère public), d'un magistrat administratif, d'un arbitre ou d'un expert qui est alors récusé et remplacé si la demande aboutit.
Cette possibilité est soumise à des critères légaux et emporte certaines conséquences.

## Critères généraux fixés par le code de l'organisation judiciaire
L'article L. 111-6 du code de l'organisation judiciaire, dans sa rédaction issue de la loi no 2016-1547 du 18 novembre 2016, prévoit neuf cas de récusation :
- 1 - si le magistrat ou son conjoint a un intérêt personnel à la contestation ;

- 2 - si lui-même ou son conjoint est créancier, débiteur, héritier présomptif ou donataire de l'une des parties ;

- 3 - si lui-même ou son conjoint est parent ou allié de l'une des parties ou de son conjoint jusqu'au quatrième degré inclusivement ;

- 4 - s'il y a eu ou s'il y a procès entre lui ou son conjoint et l'une des parties ou son conjoint ;

- 5 - s'il a précédemment connu de l'affaire comme juge ou comme arbitre ou s'il a conseillé l'une des parties ;

- 6 - si le juge ou son conjoint est chargé d'administrer les biens de l'une des parties ;

- 7 - s'il existe un lien de subordination entre le juge ou son conjoint et l'une des parties ou son conjoint ;

- 8 - s'il y a amitié ou inimitié notoire entre le juge et l'une des parties ;

- 9 - s'il existe un conflit d'intérêts.

Le même texte légal précise que les magistrats du ministère public, lorsqu'ils sont « partie jointe » (litiges relatifs à la nationalité, au changement de régime matrimonial, etc.), peuvent être récusés dans les mêmes cas. En matière pénale, le ministère public ne peut pas être récusé.

## Dispositions spéciales en matière de procédure civile

### La récusation d'un magistrat
Les articles 341 à 350 du code de procédure civile fixent les règles relatives à la récusation d'un magistrat en matière civile.
Ainsi l'article 342 du code de procédure civile, issu du décret no 2017-892 du 6 mai 2017, indique que « La partie qui veut récuser un juge doit, à peine d'irrecevabilité, le faire dès qu'elle a connaissance de la cause justifiant la demande. En aucun cas la demande ne peut être formée après la clôture des débats. »
Selon l'article 344, « la demande de récusation est portée devant le premier président de la cour d'appel. Elle est formée par acte remis au greffe de la cour d'appel. Lorsque la cause justifiant la demande est découverte à l'audience, la demande est formée par déclaration consignée par le greffier dans un procès-verbal, qui est adressé sans délai au premier président. Une copie en est conservée au dossier. La demande doit, à peine d'irrecevabilité, indiquer les motifs de récusation ou de renvoi pour cause de suspicion légitime et être accompagnée des pièces justificatives. »
L'article 348 dispose que si la demande de récusation est rejetée, son auteur peut être condamné à une amende civile d'un maximum de 10 000 euros et à d'éventuels dommages-intérêts qui pourraient être réclamés par le magistrat.

### La récusation d'un arbitre
Depuis le décret n° 2011-48 du 13 janvier 2011 portant réforme de l'arbitrage, la récusation d'un arbitre est possible du fait de la lecture combinée des articles 1456, 1457, 1458, 1466 et 1473 du Code de procédure civile.

### La récusation d'un technicien
Le technicien ou l'expert, qui est chargé d' « éclairer par des constatations, par une consultation ou par une expertise sur une question de fait » le juge peut être récusé pour les mêmes causes que les juges.

## Dispositions spéciales en matière de procédure pénale
L'article 668 du  code de procédure pénale fixe les règles relatives à la récusation d'un magistrat en matière pénale : 
- 1 - si le juge ou son conjoint ou son concubin sont parents ou alliés de l'une des parties ou de son conjoint, jusqu'au degré de cousin issu de germain inclusivement. La récusation peut être exercée contre le juge, même au cas de divorce ou de décès de son conjoint, de son partenaire lié par un pacte civil de solidarité ou de son concubin, s'il a été allié d'une des parties jusqu'au deuxième degré inclusivement ;

- 2 - si le juge ou son conjoint ou son concubin, si les personnes dont il est tuteur, subrogé tuteur, curateur ou conseil judiciaire, si les sociétés ou associations à l'administration ou à la surveillance desquelles il participe ont intérêt dans la contestation ;

- 3 - si le juge ou son conjoint ou son concubin, est parent ou allié, jusqu'au degré indiqué ci-dessus, du tuteur, subrogé tuteur, curateur ou conseil judiciaire d'une des parties ou d'un administrateur, directeur ou gérant d'une société, partie en cause ;

- 4 - si le juge ou son conjoint ou son concubin se trouve dans une situation de dépendance vis-à-vis d'une des parties ;

- 5 - si le juge a connu du procès comme magistrat, arbitre ou conseil, ou s'il a déposé comme témoin sur les faits du procès ;

- 6 - s'il y a eu procès entre le juge, son conjoint ou son concubin, leurs parents ou alliés en ligne directe, et l'une des parties, son conjoint, ou ses parents ou alliés dans la même ligne ;

- 7 - si le juge ou son conjoint ou son concubin ont un procès devant un tribunal où l'une des parties est juge ;

- 8 - si le juge ou son conjoint ou son concubin, leurs parents ou alliés en ligne directe ont un différend sur pareille question que celle débattue entre les parties ;

- 9 - s'il y a eu entre le juge ou son conjoint ou son concubin et une des parties toutes manifestations assez graves pour faire suspecter son impartialité.

## Récusation de jurés lors de la cour d'assises
Lors du tirage au sort des jurés de jugement de la cour d'assises (six jurés en cour d'assises de premier ressort, neuf jurés en cour d'assises d'appel), l’accusé ou son avocat peuvent récuser des jurés (quatre en première instance, cinq en appel ) ; le ministère public peut aussi en récuser (trois en première instance, quatre en appel).

## Auto-récusation
L'article L. 111-7 du code de l'organisation judiciaire prévoit que « Le juge qui suppose en sa personne une cause de récusation ou estime en conscience devoir s'abstenir se fait remplacer par un autre juge spécialement désigné. »

## Distinction avec la prise à partie
Si la récusation est fondée sur une méconnaissance du devoir d'impartialité du juge qui peut ne pas être fautive, la prise à partie est le fait qu'une partie à un procès reproche une faute grave à un juge.